# De worstelaars
De worstelaars is een kunstwerk in Amsterdam-Oost.
De plastiek is ontworpen door Hans IJdo. Hij schiep twee (zwevende) worstelaars in brons, die in een gevecht zijn verwikkeld. Een van de worstelaars ligt al op zijn rug, maar houdt de armen van de bovenliggende partij in bedwang. Volgens sommigen staat het voor het worstelen met het leven. Het verzoek tot het beeld kwam van de gemeente Amsterdam en was een vrije opdracht. De gemeente kocht het vervolgens in 1961 aan, waarna een voorstudie te zien was in het Stedelijk Museum Amsterdam in een tentoonstelling van kunstaankopen van dat jaar.
In het voorjaar van 1963 werd een eerste afgietsel geplaatst in het Flevopark. Dat beeld staat op een hardstenen sokkel. Een tweede afgietsel uit rond 1966 werd tentoongesteld in Park Sonsbeek om daarna naar Utrechts Park Transwijk te verhuizen. Een vermoedelijk kleinere versie van het beeld was in 1962 te zien in Madurodam.